# الوود (ایندیانا)
الوود، ایندیانا (به انگلیسی: Elwood, Indiana) یک شهر در ایالات متحده آمریکا با جمعیت ۸٬۶۱۴ نفر است که در ایندیانا واقع شده‌است.

## موقعیت جغرافیایی
موقعیت جغرافیایی شهرها و مناطق اطراف به شرح زیر است: